# Musidora
Jeanne Roques (París, 23 de febrer de 1889 - ibídem, 7 de desembre de 1957), coneguda artísticament sota el pseudònim de Musidora, va ser una actriu, directora teatral, escriptora, productora i realitzadora cinematogràfica francesa del cine mut, que es va fer famosa per la seva interpretació en la pel·lícula de Louis Feuillade Les Vampires. A més de ser un referent de l'avantguarda, va representar un arquetip de dona fatal i els surrealistes la van adoptar com una de les seves muses.

## Biografia

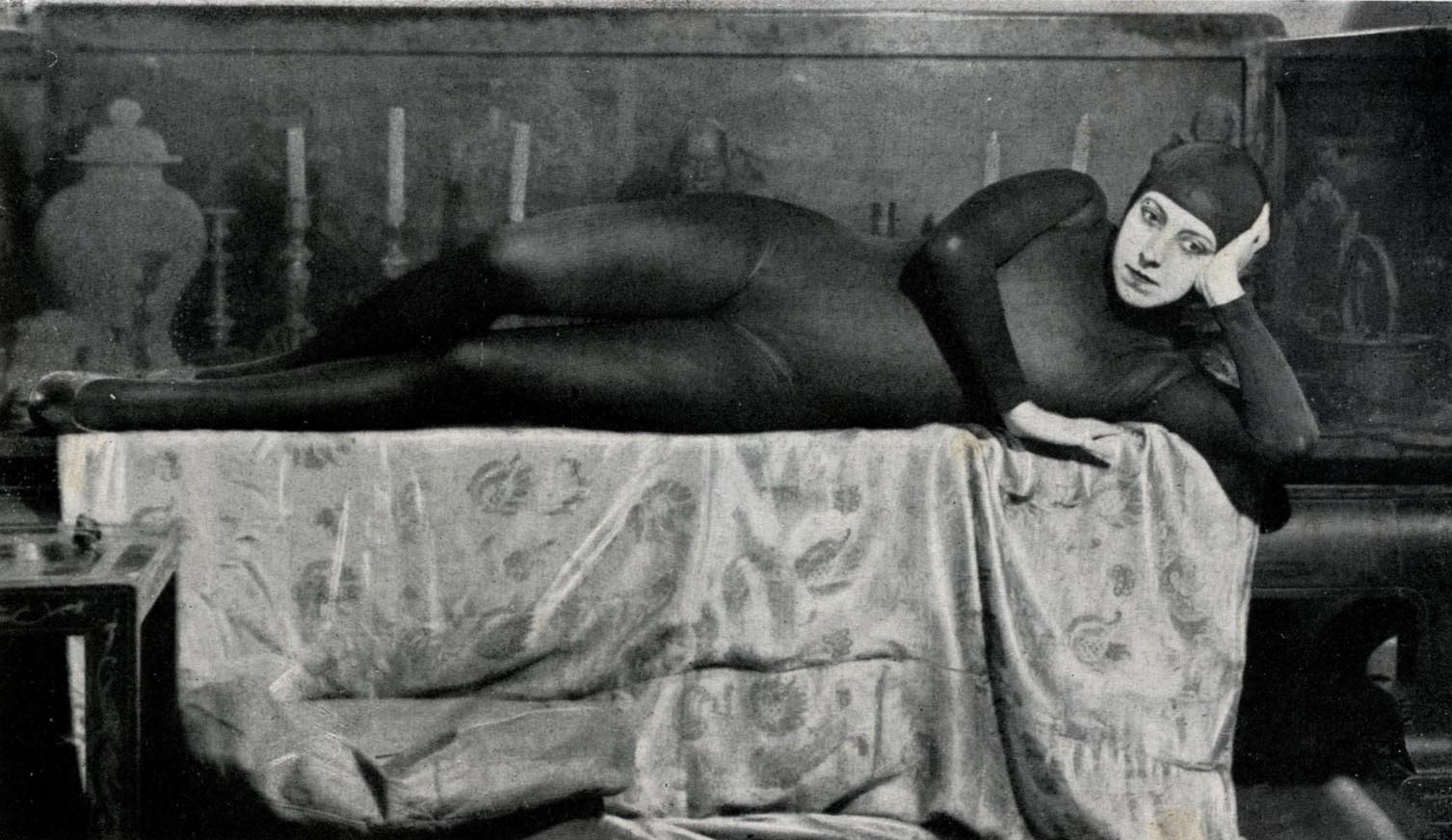
Musidora a Les Vampires.

El 1910 va actuar en l'obra de teatre La loupiotte, d'Aristide Bruant i, dos anys més tard, al Bataclan, en la revista Ça grise, en la qual treballava Colette.
Va iniciar la seva carrera cinematogràfica el 1913, amb Les Miseres de l'Aiguille del valencià José Estivalis Calvo (pseud. Armand Guerra); però Louis Feuillade la va descobrir en l'espectacle La Revue Galant al Folies-Bergère, i el 1915 li va oferir el paper d'Irma Vep, el personatge amb el qual es faria famosa, en la pel·lícula Els Vampires –una sèrie de deu episodis–, enfundada en unes malles ajustades de seda negra, avançant-se a la imatge dels herois del còmic, en una època en què, per a una dona, només dur pantalons ja era tota una transgressió.
Irma Vep (anagrama de vampire) és una cantant de cabaret que forma part de la societat secreta «els Vampires», un grup de delinqüents. És hipnotitzada per Moreno, un rival de la banda, que la converteix en el seu amant i li ordena que assassini el Gran Vampir. Al final, ella es convertirà en la cap del grup fins que tots plegats són detinguts.
El 1916, torna a treballar amb Luis Feuillade en la sèrie Judex, mentre s'inicia també com a realitzadora amb adaptacions cinematogràfiques de novel·les de Colette: Minne (1916) i La Vagabonde (1917). Va crear aleshores la Société des Films Musidora, a fi de guanyar indepencència econòmica i seguir el camí traçat per les cineastes Alice Guy i Germaine Dulac. Escriuria i filmaria tot seguit La Flamme cachée (1918), amb Roger Lion, i Vicenta (1919), la pel·lícula amb què descobriria Espanya, perquè va ser produïda pel basc Jaime de Lasuen –camuflat sota el pseudònim Jacques Lasseyne, a qui havia conegut a París– i els exteriors es van filmar en diverses localitats del País Basc.
Ja filmant La Capitana Alegria (1920), basada en una novel·la de Pierre Benoît, es va enamorar del rejoneador Antonio Cañero i es va quedar a viure a Espanya, on faria encara de guionista, directora, productora i intèrpret de dues pel·lícules més: Sol y Sombra (1922) i La Tierra de los toros (1924). El 1926 tornà a París i va actuar en el film Le berceau de dieu, amb Léon Mathot.
Després de casar-se amb el metge Clément Marot, el 1927, va abandonar el cinema per dedicar-se a la literatura i al teatre fins al 1952. Va publicar dues novel·les, Arabella et Arlequin (1928) i Paroxysmes (1934), moltes cançons i un llibre de poemes, Auréoles (1940). A partir de 1944, va treballar a la Cinémathèque Française, on fou la responsable de la comissió d’investigació històrica i recollí els records dels pioners del cinema.
Musidora va morir a París el 7 de desembre de 1957.

## Influx i llegat de Musidora
André Breton, Louis Aragon i els altres membres del moviment surrealista eren molt admiradors de les sèries de Louis Feuillade i, en particular, d’Els Vampires, per la qual cosa van triar Musidora com la seva musa. Aragon i Breton van escriure el 1929 una obra de teatre que era un homenatge a l'actriu, Le Trésor des Jésuites, en la qual tots els personatges tenien noms que eren anagrames de Musidora (Mad Souri, Doramusi, etc.) Aragon l'anomenà la «desena musa».
Durant els anys en què va viure a Espanya va posar per al pintor cordovès Julio Romero de Torres, i així figura com a diva de la cobla en el quadre Retrato de la Musidora (1922).
Olivier Assayas li retrà homenatge a la seva pel·lícula Irma Vep, el 1996, prenent el nom del seu personatge a Els Vampirs.
Sembla que és aquest personatge de Musidora l'origen del terme vamp –tot i que l’actriu nord-americana Theda Bara també en reivindica la invenció–, un personatge d'ulls fumats que trencaria l'estereotip femení angelical per establir l'estètica pertorbadora d'un cert tipus de dona fatal, forta i misteriosa, i tota una nova fotogènia.
Un col·lectiu de dones cineastes franceses creat el 1973 es va anomenar Musidora, en el seu record.
El realitzador francès Patrick Cazals en va fer un documental: Musidora, la deuxième muse. Amb una durada de 65 minuts, recull entrevistes amb familiars o historiadors i fragments de les seves pel·lícules.
La Cinémathèque Française anuncia un cicle-homenatge per a l'hivern del 2020.

## Filmografia

### Actriu

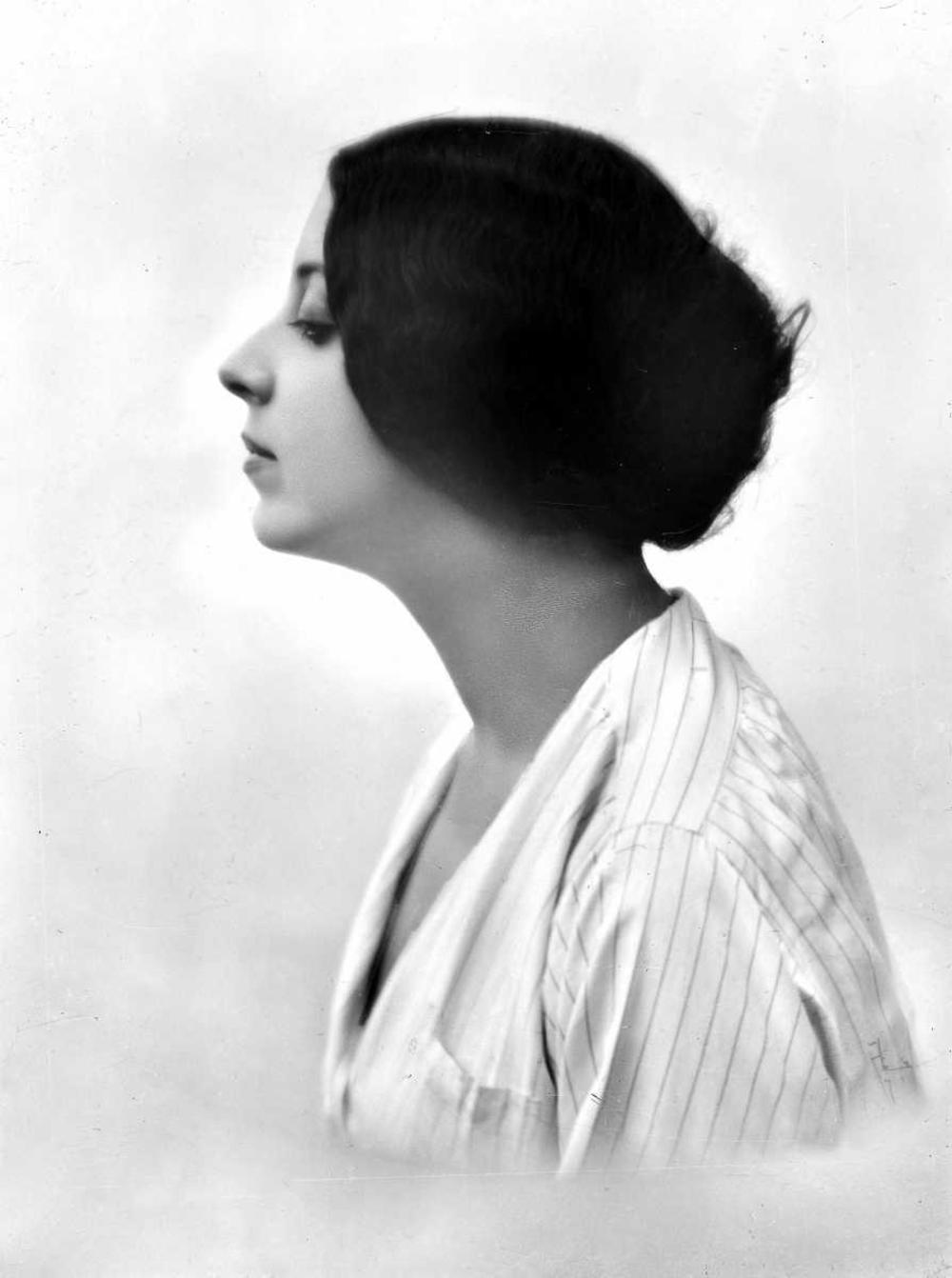
Musidora fotografiada per Henri Manuel, vers 1914.

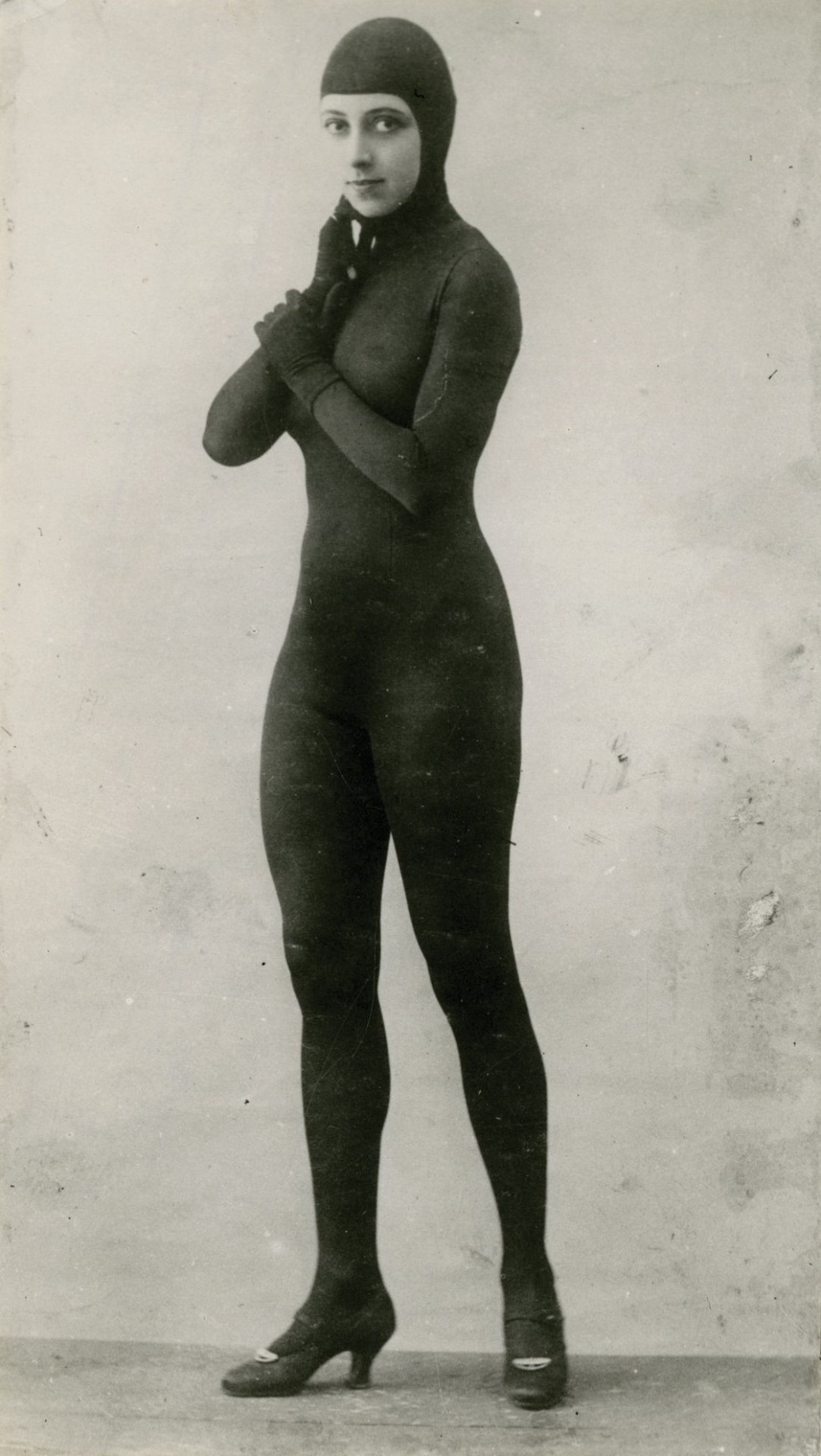
Foto de la Musidora disfressada amb la seva samarreta de seda negra. L'actriu actua al cabaret i al music-hall al costat del cinema, fet que la porta a vestir diverses vegades el vestit d'Irma Vep.

- 1909 : Le Troisième Larron - Una producció Gaumont
- 1910 :  La Main noire d'Étienne Arnaud
- 1913 : Les Misères de l'aiguille de Raphaël Clamour - Une ouvrière en couture
- 1913 : L'Aventure de Jean Loupin - Una producció Gaumont
- 1913 : Le Drapeau - Una producció Gaumont
- 1914 : La Ville de Madame Tango - Una producció Pathé-Frères - La Tangomaniaque
- 1914 : Severo Torelli – Drama en 5 actes i pròleg de Louis Feuillade - Portia
- 1914 : Le Calvaire de Louis Feuillade - La danseuse Bianca Flor, maîtresse de Frondier
- 1914 : Tu n'épouseras jamais un avocat de Louis Feuillade - Estelle Morille
- 1914 : L'Union sacrée de Louis Feuillade - La dactylo
- 1914 : Bout de Zan et l'espion o Bout de Zan et le boche de Louis Feuillade
- 1914 : Les Fiancées de 1914 de Louis Feuillade
- 1914 :  Sainte Odile de Gaston Ravel
- 1914 : Les Trois Rats de Gaston Ravel - Le rat d'Opéra
- 1914 : La Bouquetière des Catalans de Gaston Ravel
- 1914 : Les Leçons de la guerre de Gaston Ravel
- 1914 : La Petite Réfugiée de Gaston Ravel
- 1914 : L'Autre Victoire de Gaston Ravel
- 1914 : Le Roman de la midinette de Gaston Ravel
- 1915 : Le Furoncle de Louis Feuillade
- 1915 : Celui qui reste de Louis Feuillade - Suzanne Gervon
- 1915 : Le Coup du fakir de Louis Feuillade
- 1915 : Deux Françaises de Louis Feuillade – Mme Castel
- 1915 : Fifi tambour de Louis Feuillade
- 1915 : L'Escapade de Filoche de Louis Feuillade - Mme Pichepin
- 1915 : Les Noces d'argent de Louis Feuillade - La femme de Ferdinand
- 1915 : Bouboule de Louis Feuillade
- 1915 : Le Sosie de Louis Feuillade
- 1915 : La Barrière de Gaston Ravel o Louis Feuillade
- 1915 : Le Fer à cheval de Louis Feuillade
- 1915 : Le Collier de perles de Louis Feuillade
- 1915 : Bout de Zan et le poilu de Louis Feuillade
- 1915 : Jeunes filles d'hier et d'aujourd'hui de Louis Feuillade
- 1915 : Triple entente de Gaston Ravel
- 1915 : Le Trophée du zouave de Gaston Ravel
- 1915 : Le Grand Souffle de Gaston Ravel
- 1915 : L'Autre devoir de Léonce Perret
- 1915 : Les Vampires 3 : Le Cryptogramme rouge de Louis Feuillade - Irma Vep, alias Anne-Marie Le Goff, la bonne de Guérande
- 1916 : C'est pour les orphelins ! de Louis Feuillade
- 1916 : Les Vampires 4 : Le Spectre de Louis Feuillade - Irma Vep, alias Juliette Berteaux, dactylo à la banque Renoux-Duval
- 1916 : Les Vampires 5 : L'Évasion du mort de Louis Feuillade - Irma Vep, alias Plantilla:Mlle de Mortesaigues
- 1916 : Les Vampires 6 : Les Yeux qui fascinent de Louis Feuillade - Irma Vep, alias le vicomte Guy de Kerlor
- 1916 : Les Vampires 7 : Satanas de Louis Feuillade - Irma Vep, alias Marie Boissier de la compagnie des chronographes et Noémie Patoche, la fausse téléphoniste
- 1916 : Les Vampires 8 : Le Maître de la foudre de Louis Feuillade - Irma Vep
- 1916 : Les Vampires 9 : L'Homme des poisons de Louis Feuillade - Irma Vep, alias Aurélie Plateau, rentière
- 1916 : Les Vampires 10 : Les Noces sanglantes de Louis Feuillade - Irma Vep
- 1916 : C'est le printemps ! de Louis Feuillade - La bonne de l'artiste
- 1916 : Cœur fragile de Gaston Ravel
- 1916 : Fille d'Ève de Gaston Ravel
- 1916 : Le pied qui étreint de Jacques Feyder (610) - Irma Vep dans le dernier volet L'homme au foulard à pois
- 1916 : Simple erreur de Gaston Ravel
- 1916 : Le Colonel Bontemps de Louis Feuillade - La fille du colonel
- 1916 : Jeunes filles d'hier et d'aujourd'hui de Louis Feuillade
- 1916 : Les Mariés d'un jour de Louis Feuillade
- 1916 : Les Fourberies de Pingouin de Louis Feuillade
- 1916 : Les Fiançailles d'Agénor de Louis Feuillade - Amélie
- 1916 : Le Poète et sa folle amante de Louis Feuillade
- 1916 : Si vous ne l'aimez pas... de Louis Feuillade - Simone
- 1916 : La Peine du talion de Louis Feuillade - Rosa Larose
- 1916 : Lagourdette gentleman cambrioleur de Louis Feuillade - L'amie de Lagourdette
- 1916 : Débrouille-toi de Louis Feuillade - Mlle Friquette
- 1916 : Minne de Musidora -inacabat
- 1917 : Judex 1 : Prologue + L'ombre mystérieuse de Louis Feuillade - L'aventurière Diana Monti
- 1917 : Judex 2 : L'expiation de Louis Feuillade - L'aventurière Diana Monti
- 1917 : Judex 3 : La meute fantastique de Louis Feuillade - L'aventurière Diana Monti
- 1917 : Judex 4 : Le secret de la tombe de Louis Feuillade - L'aventurière Diana Monti
- 1917 : Judex 5 : Le moulin tragique de Louis Feuillade - L'aventurière Diana Monti
- 1917 : Judex 6 : Le môme Réglisse de Louis Feuillade - L'aventurière Diana Monti
- 1917 : Judex 7 : La femme en noir de Louis Feuillade - L'aventurière Diana Monti
- 1917 : Judex 8 : Les souterrains du château rouge de Louis Feuillade - L'aventurière Diana Monti
- 1917 : Judex 9 : Lorsque l'enfant parut de Louis Feuillade - L'aventurière Diana Monti
- 1917 : Judex 11 : L'Ondine de Louis Feuillade - l'aventurière Diana Monti
- 1917 : Judex 12 : Le pardon d'amour de Louis Feuillade - L'Aventurière Diana Monti
- 1917 : Le Maillot noir de Musidora - elle-même
- 1917 : Mon oncle de Louis Feuillade
- 1917 : Les Chacals d'André Hugon - Dolorès Melrose, fiancée de Hampton
- 1917 :  La Vagabonde d'Eugenio Perego - Également adaptatrice -
- 1918 : Johannes, fils de Johannes de André Hugon - Gabrielle Baude
- 1918 : Mam'zelle Chiffon de André Hugon - La modiste Chiffon
- 1918 : La Geôle de Gaston Ravel - Marie-Ange Gaël, la Madone
- 1918 : La Jeune Fille la plus méritante de France de Germaine Dulac - La marchande des quatre-saisons
- 1918 : La Flamme cachée de Musidora i Roger Lion - Anne Morin, l'étudiante - Également productrice -
- 1919 : Vicenta de Musidora - Vicenta, la fille de l'auberge - Également productrice -
- 1920 : Pour Don Carlos (La capitana Alegría) de Musidora - Allegria Detchard
- 1921 : Les monstres se révoltent de Jacques Lasseyne i Musidora - Également productrice et scénariste -
- 1922 : Une aventure de Musidora en Espagne (Una aventura de Musidora en España) de Musidora - Également productrice et scénariste -
- 1922 : Soleil et Ombre (Sol y sombra) de Musidora - Juana, la servante d'auberge et la blonde étrangère
- 1924 : La Terre des taureaux (La tierra de los toros) de Musidora - elle-même et « la laide »
- 1926 : Le Berceau de Dieu ou Les Ombres du passé de Fred Leroy-Granville
- 1950 : La Magique Image de Musidora - curtmetratge - La vieille gitane -

### Directora
- 1917 : La Vagabonde, codirigida amb Eugenio Perego
- 1917 : Le Maillot noir
- 1918 : La Flamme cachée
- 1919 : Vicenta
- 1921 : Les monstres se révoltent, codirigida anb Jacques Lasseyne
- 1922 : Une aventure de Musidora en Espagne
- 1922 : Soleil et Ombre (Sol y sombra)
- 1924 : La Terre des taureaux (La tierra de los toros)
- 1950 : La Magique Image